# Photo (revista francesa)
Photo é uma revista francesa sobre fotografia e publicada mensalmente pela empresa Hachette Filipacchi Médias.
A abordagem da fotografia é mais explorada sobre o seu lado artístico do que pelos seus aspetos técnicos. A sua linha editorial é sobretudo orientada para a moda e modelos revelando nudez, incluindo nas suas capas.
Anualmente, promove um concurso internacional para fotógrafos amadores.
A revista é distribuída internacionalmente em 70 países e que representa metade das suas vendas. Apesar dos responsáveis terem efetuado mudanças na revista em 2001, as vendas têm vindo a descer. Em França, em 2002 venderam-se 42 775 exemplares e em 2005 o número desceu para 29 607.